# Việt Nam tại Đại hội Thể thao Đông Nam Á 2011
Việt Nam tham dự Đại hội Thể thao Đông Nam Á 2011 tại thành phố Palembang và Jakarta, Indonesia từ ngày 11 đến ngày 22 tháng 11 năm 2011. Với thành tích 287 huy chương các loại trong 31 môn thi đấu, đoàn thể thao Việt Nam đã đạt vượt chỉ tiêu lúc đầu (70 huy chương vàng để lọt vào nhóm dẫn đầu).

## Thành tích

### Theo nội dung môn thi đấu[1]
| Môn                   | Vàng | Bạc | Đồng | Tổng |
| Thể dục dụng cụ       | 12   | 5   | 4    | 21   |
| Điền kinh             | 9    | 9   | 14   | 32   |
| Đấu vật               | 5    | 7   | 2    | 14   |
| Bắn súng              | 7    | 3   | 3    | 13   |
| Karate                | 3    | 8   | 3    | 14   |
| Taekwondo             | 3    | 5   | 6    | 14   |
| Cử tạ                 | 8    | 4   | 1    | 13   |
| Đấu kiếm              | 5    | 4   | 3    | 12   |
| Chèo thuyền           | 2    | 0   | 5    | 7    |
| Đua thuyền            | 3    | 4   | 2    | 9    |
| Bơi                   | 2    | 2   | 2    | 6    |
| Đua xe đạp            | 1    | 0   | 1    | 2    |
| Cờ vua                | 6    | 2   | 2    | 10   |
| Pencak Silat          | 6    | 7   | 5    | 18   |
| Bi sắt                | 0    | 4   | 2    | 6    |
| Leo tường             | 0    | 1   | 0    | 1    |
| Cầu mây               | 0    | 1   | 1    | 2    |
| Billiards and snooker | 2    | 1   | 5    | 8    |
| Bóng bàn              | 0    | 0   | 4    | 4    |
| Quần vợt              | 0    | 0   | 3    | 3    |
| Tổng cộng             | 96   | 92  | 100  | 288  |

### Theo ngày thi đấu
| Ngày thi đấu | Lần  |    |    |    | Tổng cộng |
| Ngày 1       | 11th | 0  | 0  | 1  | 1         |
| Ngày 2       | 12th | 7  | 8  | 9  | 24        |
| Ngày 3       | 13th | 10 | 11 | 15 | 36        |
| Ngày 4       | 14th | 9  | 11 | 14 | 34        |
| Ngày 5       | 15th | 18 | 18 | 13 | 49        |
| Ngày 6       | 16th | 5  | 1  | 3  | 9         |
| Ngày 7       | 17th | 12 | 8  | 6  | 26        |
| Ngày 8       | 18th | 3  | 4  | 6  | 13        |
| Ngày 9       | 19th | 9  | 10 | 11 | 30        |
| Ngày 10      | 20th | 9  | 8  | 12 | 29        |
| Ngày 11      | 21st | 7  | 5  | 5  | 17        |
| Ngày 12      | 22nd | 0  | 2  | 0  | 2         |